# Aleksandar Hemon
Aleksandar Hemon (ur. 9 września 1964 w Sarajewie) – bośniacki i amerykański pisarz, eseista i krytyk literacki.

## Życiorys
Absolwent uniwersytetu w Sarajewie i amerykańskiego Northwestern University. Publikował w The New Yorker, Esquire, The Paris Review, The New York Times oraz magazynie BH Dani.
Od roku 1992 mieszka w Stanach Zjednoczonych, głównie ze względu na wybuch wojny w Bośni. W stanach znalazł pracę w różnych branżach np. jako akwizytor Greenpeace, pracownik linii montażowej kanapek, posłaniec rowerowy, czy sprzedawca w księgarni i nauczyciel ESL. W 1996 roku skończył studia na prywatnym Uniwersytecie Northwestern i uzyskał tytuł magistra. Jest laureatem stypendium Fundacji MacArthur. 
Swoje pierwsze opowiadanie pt. "The Life nad Work of Alphonse Kauders" upublicznił w języku angielskim w Triquarterly w 1995 roku. Następnie wydał:
- „The Sorge Spy Ring” - Triquarterly, 1996
- „A Coin” - Chicago Review, 1997
- „Islands” - Lemiesze, 1998
- „Blind Jozef Pronek" - The New Yorker, 1999

Jego publikacje ukazywały się również w m.in. Esquire, The Paris Review, Best American Short Stories.
Aktualnie pracuje na Uniwersytecie Princeton jako profesor kreatywnego pisania. W Princeton mieszka wraz ze swoją drugą żoną - Teri Boyd i córkami - Ellą i Esther.

## Wybrana twórczość
- 2002: Nowhere Man
- 2008: The Lazarus Project
- 2015: The Making of Zombie Wars